# قلمرو تسوشیما

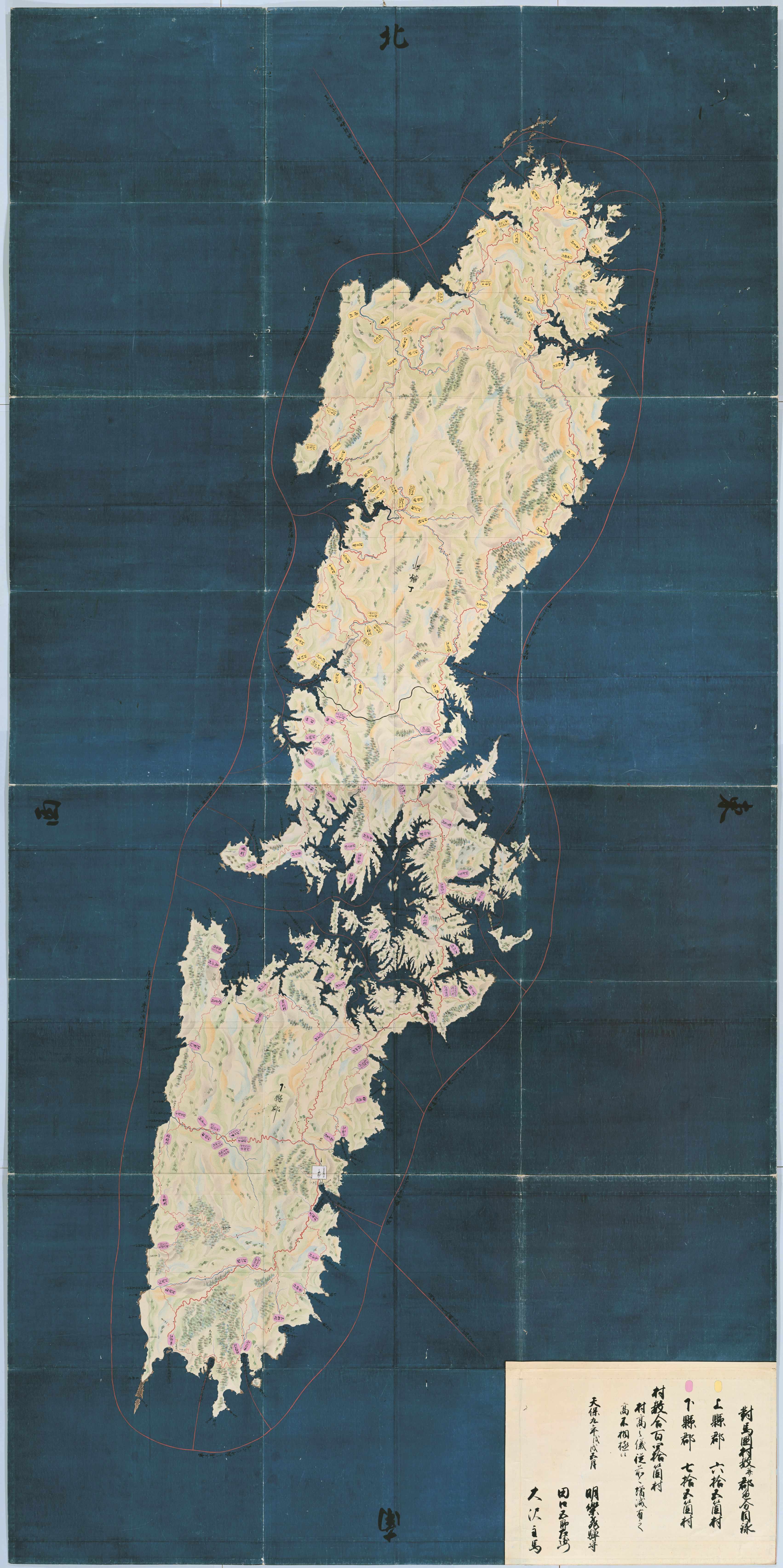
نقشه تسوشیما

قلمروی تسوشیما-فوچو یا قلمروی تسوشیما (به ژاپنی: 対馬府中藩 Tsushima Fuchū han) یکی از هان‌های ژاپنی در دوره ادو بود. این هان با ولایت تسوشیما در دوره قبل از ادو و استان ناگاساکی در ژاپن امروزی پیوستگی دارد.